# Posta (quotidiano)
Posta è un quotidiano turco di proprietà della Demirören Holding, secondo a livello nazionale per numero di copie vendute dietro Hürriyet. Fondato nel 1995 dalla Doğan Yayın Holding, è stampato in formato tabloid.
Ritenuto di orientamento conservatore e filo-governativo, si occupa principalmente di cronaca rosa e fatti di attualità, piuttosto che di politica ed economia.